# Cefalotaxàcies
Les cefalotaxàcies (Cepahlotaxaceae) són una petita família de coníferes de l'ordre de les pinals. Actualment s'inclouen dins de la família de les taxàcies.

## Característiques
Són petits arbres o arbusts, monoics o dioics, de fulla persistent disposada en espiral. El fruit és un aril de coloració verda, porpra o vermella, carnós, tou i resinós.
La seva distribució està restringida a Àsia excepte dues espècies del gènere Torreya que es troben al sud dels Estats Units.
Els fòssils evidencien una anterior distribució molt més extensa en l'hemisferi nord.

## Gèneres
Comprèn tres gèneres amb unes 20 espècies.
- Torreya
- Amentotaxus
- Cephalotaxus